# بازارچه سرپوش خاش
بازارچه سرپوش خاش مربوط به دوره پهلوی اول است و در خاش، خیابان امام خمینی، بازارچه سرپوش یا قصابان واقع شده و این اثر در تاریخ ۱۶ شهریور ۱۳۸۳ با شمارهٔ ثبت ۱۱۰۹۶ به‌عنوان یکی از آثار ملی ایران به ثبت رسیده‌است.